# Der Junge, der mit den Piranhas schwamm
Der Junge, der mit den Piranhas schwamm (engl. Originaltitel: The Boy, Who Swam with Piranhas) ist ein Kinderbuch des britischen Schriftstellers David Almond mit Illustrationen von Oliver Jeffers. Die Originalausgabe erschien 2012 bei Walker Books Ltd. Die deutsche Erstausgabe wurde übersetzt von Alexandra Ernst und  erschien 2014 im Ravensburger Buchverlag Otto Meier GmbH.
Das Buch behandelt die Themen Selbstvertrauen, Abenteuer und Freundschaft.

## Inhalt
Stanley Potts hat es nicht leicht im Leben. Nach dem Tod seiner Eltern wird er von seiner Tante Annie und seinem Onkel Ernie aufgenommen. Doch Ernie verliert seinen Job in der Werft und verwandelt das Zuhause der Potts in eine Fischfabrik, in der Stanley von früh bis spät arbeiten muss.
Nach einem heftigen Streit mit seinem Onkel, haut Stanley von zuhause ab und schließt sich dem Jahrmarktbudenbesitzer Dostojewski und seiner mürrischen Tochter Nitascha an.
Währenddessen haben Clarence P. Klapp und seine Kollegen vom „Direktoramt zur oberhoheitlichen Ordnungsbeschäftigung von Fisch und fischigen Dingen“ – kurz DOOF – ein Auge auf die Familie Potts und deren Haus geworfen. Die Beamten haben sich zur Aufgabe gemacht, die Stadt und Umgebung von allen „fischigen Angelegenheiten“ zu befreien.
Stanley macht sich mit Dostojewski und Nitascha auf den Weg zum Jahrmarkt in die nächste Stadt, wo sie ihre Bude aufbauen.
Er freundet sich sobald mit den anderen Schaustellern und Zirkusleuten an. Alle Menschen, denen Stanley auf dem Jahrmarkt begegnet, merken innerhalb weniger Minuten, was für ein gutes Herz Stanley hat.
Vor allem Dostojewski schließt ihn in sein Herz und auch Nitascha scheint sich langsam zu öffnen. Dennoch vermisst Stanley seine Tante und seinen Onkel.
Doch dann taucht der berühmt-berüchtigte Pancho Pirelli auf dem Jahrmarkt auf – der Mann, der mit hungrigen, fleischfressenden Piranhas in einem Becken schwimmt.
Pirelli sieht in Stanley seinen Schüler und möglichen Nachfolger und weiht diesen in all seine Geheimnisse und Taktiken ein.
Sowohl die DOOF-Beamten, als auch Annie und Ernie sind derweil auf dem Weg zum Jahrmarkt und zu Stanley.
Hier findet am Abend Stanleys erster großer Auftritt statt, bei dem alle zusammenkommen: Annie und Ernie, Dostojewski und Nitascha, die DOOF-Beamten, Pancho und alle seine neuen Freunde vom Jahrmarkt.
Stanley beweist, dass er mit den gefährlichen Piranhas schwimmen kann und seine Familie und Freunde sind stolz auf ihn. Er verzeiht seinem Onkel und ist glücklich, wieder mit ihnen vereint zu sein.